# 中堀正夫
中堀 正夫（なかぼり まさお、1943年2月12日-）は、日本の撮影監督である。東京都出身。日本大学藝術学部映画学科卒業。
円谷プロダクション・日本現代企画・東京映画などで活動し、現在でも多数の作品で活躍している。実相寺昭雄監督とのタッグでも知られ、「コダイ」の設立にも参加している。

## 人物・来歴
幼少期を日暮里で過ごし、1952年に父親の転勤で松本市へ移る。映画や写真が好きであった父親の影響でカメラなどに興味を持ち、中学3年生のときに父親から写真などを学べる大学を進められ、日本大学への進学を目指す。
日本大学藝術学部在学中、大学の先輩である佐川和夫や中野稔らの誘いにより、映画『太平洋ひとりぼっち』の特撮を手掛ける円谷特技プロダクションの現場に参加。大学卒業後は、就職難であったこともあり、『ウルトラマン』の準備に入って人手を求めていた円谷プロダクションへ撮影助手として入社した。『ウルトラセブン』第48話・第49話では、降板した鈴木清に代わり撮影監督を務めた。
『怪奇大作戦』の終了後、円谷プロダクションを解雇されたスタッフによって設立された日本現代企画に契約社員として所属し、各映画会社へ派遣される形で活動した。実相寺昭雄が結成したコダイグループに参加し、以後実相寺作品を中心に活動する。
1995年には『幻の光』で第52回ヴェネツィア国際映画祭の撮影賞を受賞。

## おもなフィルモグラフィ

### テレビ
- 『ウルトラセブン』、1967年
- 『シルバー仮面』、1971年 - 1972年
- 『ウルトラマンタロウ』、1973年 - 1974年
- 『波の盆』、1983年
- 『ウルトラマンティガ』、1997年 実相寺昭雄監督回のみ
- 『ウルトラマンマックス』、2005年

### 劇場用映画
- 『無常』、1970年
- 『哥』、1972年
- 『あさき夢みし』、1974年
- 『歌麿 夢と知りせば』、1977年
- 『蜜月』、1984年
- 『帝都物語』、1988年
- 『悪徳の栄え』、1988年
- 『ウルトラQ ザ・ムービー 星の伝説』、1990年
- 『屋根裏の散歩者』、1992年
- 『幻の光』、1995年
- 『落下する夕方』、1998年
- 『D坂の殺人事件』、1998年
- 『すずらん』、2000年
- 『鏡の女たち』、2002年
- 『幸福の鐘』、2003年
- 『姑獲鳥の夏』、2005年
- 『疾走』、2005年
- 『ホールドアップダウン』、2005年
- 『シルバー假面』、2006年
- 『The Harimaya Bridge はりまや橋』、2009年
- 『NECK』、2010年
- 『葬式の名人』、2019年

### CM
- エステー「脱臭炭」CM・ヒーロー篇『ダッシューマン』、2009年 - カメラマン